# St. Cosmas und Damian (Beuren)

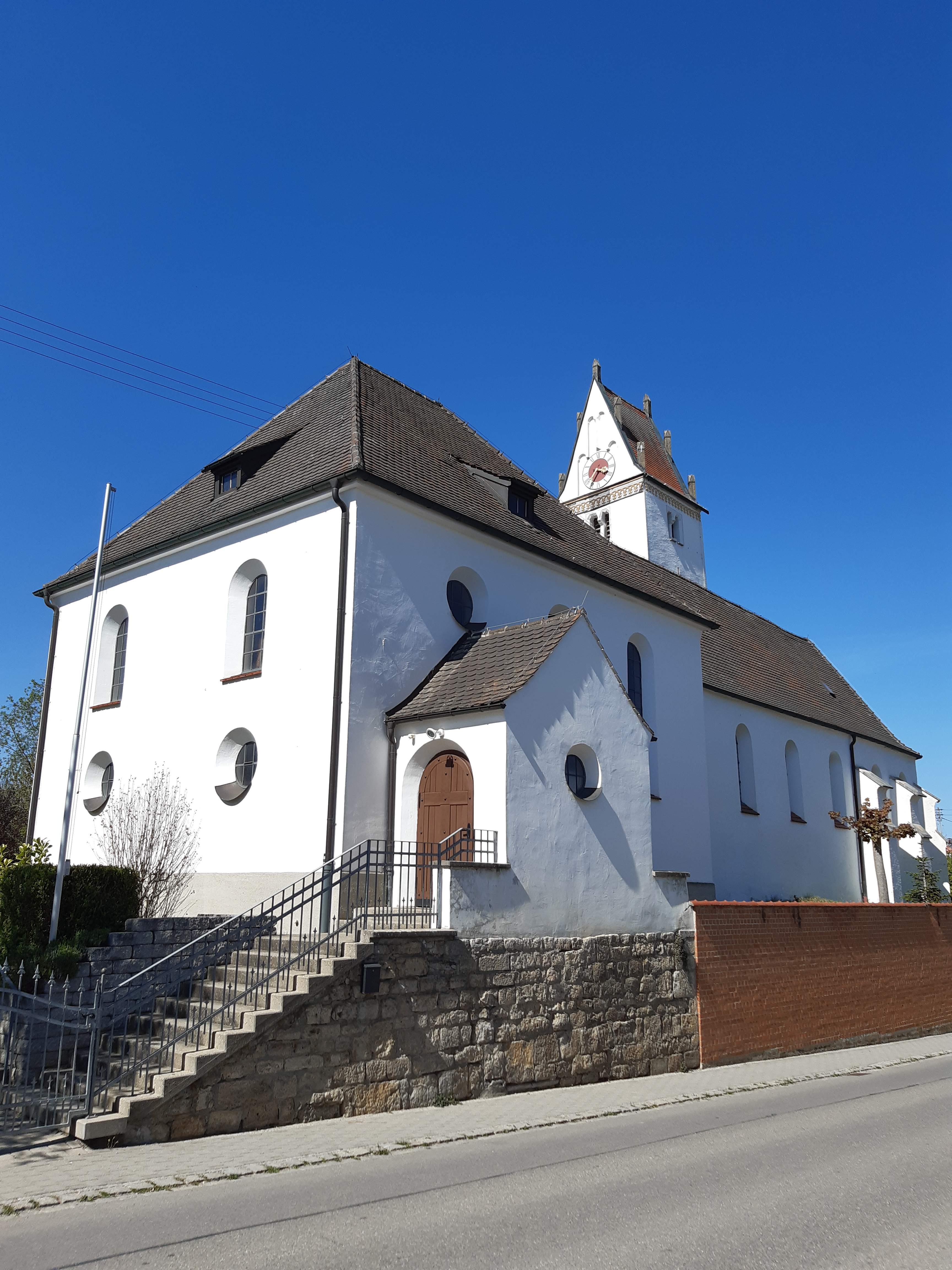
St. Cosmas und Damian in Beuren

Die römisch-katholische Pfarrkirche St. Cosmas und Damian steht in Beuren, einem Gemeindeteil des Marktes Pfaffenhofen an der Roth im Landkreis Neu-Ulm von Bayern. Das Bauwerk ist in der Liste der Baudenkmäler in Pfaffenhofen an der Roth als Baudenkmal unter der Nr. D-7-75-143-7 eingetragen. Die Kirche gehört zum Bistum Augsburg. Kirchenpatrone sind die Heiligen Cosmas und Damian.

## Beschreibung
Die Saalkirche stammt im Kern aus der zweiten Hälfte des 15. Jahrhunderts. Sie wurde im 17./18. Jahrhundert mehrfach umgestaltet. Sie besteht aus einem Langhaus, einem dreiseitig geschlossenen, von Strebepfeilern gestützten Chor im Osten und einem Chorflankenturm an dessen Nordwand. Sein oberstes Geschoss beherbergt hinter den als Biforien gestalteten Klangarkaden den Glockenstuhl. Im Giebel des mit Fialen verzierten Satteldaches befinden sich die Zifferblätter der Turmuhr. Das Langhaus wurde 1931/32 nach einem Entwurf von Franz Xaver Huf mit einem breiteren und höheren Anbau verlängert. An der neuen Empore wurde die alte Brüstung übernommen.
Zur Kirchenausstattung gehört ein um 1720 gebauter Hochaltar, der seitlich von Statuen flankiert wird, ist ein Werk von Nikodemus Fröhlich (1767). Das Altarblatt mit den beiden Kirchenpatronen stammt aus dem Jahr 1630. Die Fresken, im Chor mit dem Abendmahl in Emmaus und im Langhaus mit den beiden Kirchenpatronen, hat Konrad Huber gestaltet.